# Kilényi Ede (zeneszerző)
Kilényi Ede, külföldön Edward Kilenyi, Sr. (Békésszentandrás, 1884. január 25. – Tallahassee, 1968. augusztus 15.) magyar származású amerikai zeneszerző, hangszerelő, zenei író, tanár.

## Életpályája
Kilényi (Klein) József (1857–1927) kereskedő és Polák Záli első gyermekeként született zsidó családban. 1904-ben a Szarvasi Evangélikus Gimnáziumban érettségizett. Rövid ideig tartó budapesti zongora- és hegedűstúdiumait a kölni Konzervatóriumban folytatta, ahol 1908-ban végzett (oklevele szerint; más források szerint 1907-ben), s közben Rómában Pietro Mascagninál zeneszerzést tanult. Miután kivándorolt az Amerikai Egyesült Államokba (1908), a Columbia Egyetem hallgatója lett; Cornelius Rybner és Daniel Gregory Mason tanítványa. A Baker's Biographical Dictionary of Musicians szerint 1915-ben mesterdiplomát és doktori címet szerzett. Bár a Columbián nincs feljegyzés arról, hogy diákként be lett volna jegyezve, az egyetem katalógusában szerepel a „The Development of the Violin Music up to the 18th Century” (A hegedűzene fejlődése a 18. századig) című, 1914-ben keltezett mesterdolgozata. 
Amíg New Yorkban élt, Percy Goetschius módszerei alapján tanított zeneszerzést. Ebben az időszakban kereste fel őt George Gershwin, akit évekig tanított zeneszerzésre, partitúra-írásra, transzponálásra és hangszerelésre. Susan Niemoyer kimutatta, hogy a tanár-diák kapcsolat legalább 1923-ig fennállt. 
Ebben az időszakban Kilényi is tevékenyen alkotott és hangszerelt a helyi színházak számára; innen eredhet a Sam Fox Publishing Company-val való kapcsolata, amely egyéb szolgáltatások mellett némafilmszínházak által felhasznált stock music darabok gyűjteményeit adta ki. Az 1930-as évek elején Kaliforniába költözött, ahol folytatta filmzenei munkásságát. Több mint negyven filmben dolgozott zeneszerzőként, karmesterként, hangszerelőként vagy zenei rendezőként.
1953-ban vonult nyugdíjba. Későbbi éveiben leukémiában szenvedett, fia és menye pedig rávették, hogy hagyja el Kaliforniát és költözzön Tallahassee-ba. 1968 augusztusában halt meg.